# Спарассовые
Спара́ссовые (лат. Sparassidaceae) — семейство грибов порядка полипоровых.
В семействе всего 2 рода и 7 видов. Плодовое тело спарассовых состоит из множества перепончатых ветвей или лопастей желтоватого или охристого цвета, которые вместе образуют кустообразную, шарообразную форму. Мякоть нежная и плотная. Гименофор гладкий; споры беловатые или желтоватые, эллипсоидные. Представители семейства могут быть сапрофитам и паразитами. Спарассис курчавый съедобен; редок, занесён в Красную книгу России. Вид спарассис короткопалый занесён в Красную книгу Челябинской области.

## Классификация
- Спарассовые (Sparassidaceae Herter, 1910)
  - Bondarcevomyces Parmasto, 1999
    - Bondarcevomyces taxi (Bondartsev) Parmasto, 1999

  - Спарассис (Sparassis Fr., 1819)
    - Спарассис короткопалый (Sparassis brevipes Krombh., 1834)
    - Спарассис курчавый (Sparassis crispa (Wulfen) Fr., 1821) typus
    - Спарассис пластинчатый (Sparassis laminosa Fr., 1836)
    - Sparassis nemecii Pilát & Veselý, 1932
    - Sparassis ramosa Schaeff.
    - Sparassis spathulata (Schwein.) Fr., 1828[2]